# 脆皮奶酥蛋糕
脆皮奶酥蛋糕（德語：Streuselkuchen）是一种起源于德国的蛋糕。传统脆皮奶酥蛋糕的制作方法是，将一层稱為糖粉奶油细末的甜味碎屑包裹在发酵面团上烘焙。这种碎屑主要由糖、黄油和面粉制作而成，且其混合比例为1：1：2。
德国脆皮奶酥蛋糕通常是扁平状的，仅约一英寸厚，而糖粉奶油细末则占了其中一半的厚度。这种在焙烤盘上烤制的蛋糕，一般切为长方形享用。
最原始的脆皮奶酥蛋糕可能来源于波兰的西里西亚，经过多年的发展流传，已经遍布世界各地。在今天，各地的蛋糕可能会加入奶油、水果等佐料，甚至使用起酥面团作为主料。